# André van Duin

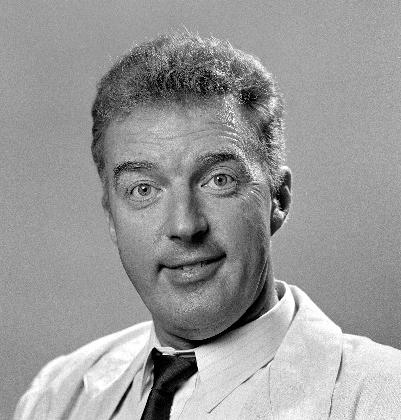
André van Duin

André van Duin (* 20. Februar 1947 in Rotterdam als Adrianus Marinus Kloot) ist ein niederländischer Komiker, Schauspieler und Sänger.

## Leben
André van Duin wurde 1964 in einer von Avro veranstalteten Talentshow (Nieuwe Oogst) entdeckt. Seitdem trat er in zahlreichen Fernseh- und Radiosendungen auf und veröffentlichte Lieder, die es oft bis an die Spitze der niederländischen Charts schafften. 
Van Duin wurde vor allem Anfang der 1980er Jahre mit dem niederländischen Karnevalsschlager Er staat een paard in de gang, auf Deutsch Da steht ein Pferd auf dem Flur, bekannt. Dieses Lied wurde 1981 von Klaus und Klaus in der deutschen Fassung veröffentlicht.

## Diskografie

### Studioalben
| Jahr | Titel                                      | Höchstplatzierung, Gesamtwochen, AuszeichnungChartplatzierungen (Jahr, Titel, Platzierungen, Wochen, Auszeichnungen, Anmerkungen) | Höchstplatzierung, Gesamtwochen, AuszeichnungChartplatzierungen (Jahr, Titel, Platzierungen, Wochen, Auszeichnungen, Anmerkungen) | Anmerkungen                             |
| Jahr | Titel                                      | NL | BEF | Anmerkungen                             |
| ---- | ------------------------------------------ | --- | --- | --------------------------------------- |
| 1972 | André van Duin                             | NL2 (8 Wo.)NL | — |                                         |
| 1975 | Dag, dag, heerlijke lach                   | NL12 (2 Wo.)NL | — | mit Frans van Dusschoten                |
| 1975 | André van Duin’s Pretmachine               | NL12 (6 Wo.)NL | — | mit Frans van Dusschoten                |
| 1977 | Solo                                       | NL19 (2 Wo.)NL | — |                                         |
| 1977 | And’re André – 50 onvergetelijke liedjes   | NL5 Gold · (19 Wo.)NL | — |                                         |
| 1978 | And’re André – 50 onvergetelijke liedjes 2 | NL6 Platin · (21 Wo.)NL | — |                                         |
| 1978 | Kerstfeest met André                       | NL3 (4 Wo.)NL | — |                                         |
| 1979 | Lach om het leven                          | NL28 (4 Wo.)NL | — | mit Frans van Dusschoten                |
| 1979 | And’re André – 50 onvergetelijke liedjes 3 | NL11 (13 Wo.)NL | — |                                         |
| 1980 | And’re André – 50 onvergetelijke liedjes 4 | NL19 (10 Wo.)NL | — |                                         |
| 1981 | Feest met meneer en mevrouw de Bok         | NL11 (7 Wo.)NL | — |                                         |
| 1982 | Wij                                        | NL4 (9 Wo.)NL | — |                                         |
| 1983 | Typisch André                              | NL11 (6 Wo.)NL | — |                                         |
| 1984 | Wij twee                                   | NL33 (3 Wo.)NL | — |                                         |
| 1985 | And’re André – onvergetelijke liedjes 5    | NL68 (1 Wo.)NL | — |                                         |
| 1987 | Zing                                       | NL34 (8 Wo.)NL | — |                                         |
| 1989 | Presenteren Animal Crackers                | NL85 (3 Wo.)NL | — | mit Jaap Aap                            |
| 1992 | Dit ben ik                                 | NL77 (4 Wo.)NL | — |                                         |
| 1993 | The Medleys                                | NL31 (9 Wo.)NL | — |                                         |
| 1994 | The Summer Medleys                         | NL59 (7 Wo.)NL | — |                                         |
| 1996 | De Buurtbrothers                           | NL97 (4 Wo.)NL | — |                                         |
| 1999 | Recht uit het hart                         | NL30 (12 Wo.)NL | — |                                         |
| 2010 | Dubbel                                     | NL6 (13 Wo.)NL | — |                                         |
| 2016 | Van Duin zingt Sonneveld                   | NL6 (16 Wo.)NL | BEF132 (1 Wo.)BEF | Erstveröffentlichung: 4. November 2016  |
| 2024 | La bohème                                  | NL6 (… Wo.)NL | BEF196 (… Wo.)BEF | Erstveröffentlichung: 22. November 2024 |

grau schraffiert: keine Chartdaten aus diesem Jahr verfügbar
Weitere Studioalben
- 1973: André Van Duin 2
- 1974: De Tamme Boerenzoon
- 1974: 14 Brandnieuwe Van André Van Duin
- 1974: Lachsprookjes

### Kompilationen
| Jahr | Titel                               | Höchstplatzierung, Gesamtwochen, AuszeichnungChartplatzierungen (Jahr, Titel, Platzierungen, Wochen, Auszeichnungen, Anmerkungen) | Höchstplatzierung, Gesamtwochen, AuszeichnungChartplatzierungen (Jahr, Titel, Platzierungen, Wochen, Auszeichnungen, Anmerkungen) | Anmerkungen                                                                                           |
| Jahr | Titel                               | NL | BEF | Anmerkungen                                                                                           |
| ---- | ----------------------------------- | --- | --- | --- |
| 1979 | De grootste hits van André van Duin | NL19 (6 Wo.)NL | — | |
| 1980 | Feest met André                     | NL44 (2 Wo.)NL | — | |
| 1982 | Da’s pas lachen!                    | NL28 (3 Wo.)NL | — | |
| 1989 | 25 Jaar                             | NL40 (9 Wo.)NL | — | |
| 1993 | Effe wachte …                       | NL7 (14 Wo.)NL | — | |
| 1993 | Z’n allergrootste hits              | NL57 (5 Wo.)NL | — | |
| 2012 | Tijdloos                            | NL36 (7 Wo.)NL | — | Erstveröffentlichung: 17. Februar 2012                                                                |
| 2015 | Back to Back                        | NL12 (14 Wo.)NL | — | Erstveröffentlichung: 16. Februar 2015 Doppel-CD: Best-of von André van Duin + Best-of von Lange Jojo |
| 2022 | 75 jaar gewoon André                | NL11 (2 Wo.)NL | BEF40 (2 Wo.)BEF | Erstveröffentlichung: 18. Februar 2022                                                                |

grau schraffiert: keine Chartdaten aus diesem Jahr verfügbar

### Dik Voormekaar
Die folgenden Veröffentlichungen entstanden im Zuge der Radioshow Dik Voormekaar.

| Jahr | Titel                                                           | Höchstplatzierung, Gesamtwochen, AuszeichnungChartplatzierungen (Jahr, Titel, Platzierungen, Wochen, Auszeichnungen, Anmerkungen) | Höchstplatzierung, Gesamtwochen, AuszeichnungChartplatzierungen (Jahr, Titel, Platzierungen, Wochen, Auszeichnungen, Anmerkungen) | Anmerkungen |
| Jahr | Titel                                                           | NL | BEF | Anmerkungen |
| ---- | --------------------------------------------------------------- | --- | --- | ----------- |
| 1975 | Dit was: De Dik Voormekaar show … Goedenmiddag!!! – Paro-III-en | NL10 (7 Wo.)NL | — |             |
| 1979 | De lach-of-ik-schiet show                                       | NL39 (1 Wo.)NL | — |             |

grau schraffiert: keine Chartdaten aus diesem Jahr verfügbar

### Singles
| Jahr | Titel Album                                                                 | Höchstplatzierung, Gesamtwochen, AuszeichnungChartplatzierungen (Jahr, Titel, Album, Platzierungen, Wochen, Auszeichnungen, Anmerkungen) | Höchstplatzierung, Gesamtwochen, AuszeichnungChartplatzierungen (Jahr, Titel, Album, Platzierungen, Wochen, Auszeichnungen, Anmerkungen) | Anmerkungen                                                      |
| Jahr | Titel Album                                                                 | NL | BEF | Anmerkungen                                                      |
| ---- | --------------------------------------------------------------------------- | --- | --- | ---------------------------------------------------------------- |
| 1972 | Angelique André Van Duin                                                    | NL15 (14 Wo.)NL | — |                                                                  |
| 1972 | Het bananenlied –                                                           | NL3 (12 Wo.)NL | — |                                                                  |
| 1974 | De tamme boerenzoon                                                         | NL2 (8 Wo.)NL | — |                                                                  |
| 1975 | De sambaballensamba Andre Van Duin’s pretmachine                            | NL4 (6 Wo.)NL | — |                                                                  |
| 1975 | Doorgaan –                                                                  | NL8 (6 Wo.)NL | — |                                                                  |
| 1976 | Willempie Solo                                                              | NL1 (9 Wo.)NL | BEF4 (6 Wo.)BEF |                                                                  |
| 1976 | Onzichtbare André –                                                         | NL6 (8 Wo.)NL | — |                                                                  |
| 1977 | Ta-ta-ta De tamme boerenzoon                                                | NL9 (5 Wo.)NL | BEF14 (3 Wo.)BEF |                                                                  |
| 1977 | Nee nou wordt-ie mooi! –                                                    | NL4 (7 Wo.)NL | — | Ome Joop m.m.v. Dik Voormekaar & Harrie Nack & Mijnheer De Groot |
| 1978 | Tingelingeling –                                                            | NL6 (7 Wo.)NL | BEF26 (1 Wo.)BEF | André Van Duin presenteert: Ome Joop en Het Dik Voormekaar Koor  |
| 1978 | A Woman in Love –                                                           | NL10 (6 Wo.)NL | — |                                                                  |
| 1979 | ’K heb hele grote bloemkoole –                                              | NL4 (8 Wo.)NL | BEF14 (7 Wo.)BEF | als Meneer De Bok                                                |
| 1980 | Nederland, die heeft de bal –                                               | NL2 (8 Wo.)NL | BEF19 (4 Wo.)BEF | mit Het Nederlands Elftal                                        |
| 1980 | Willy Alberti bedankt De Hit Voormekaar Show!                               | NL7 (6 Wo.)NL | — |                                                                  |
| 1981 | Flip Fluitketel / Er staat een paard in de gang –                           | NL6 (8 Wo.)NL | BEF18 (5 Wo.)BEF |                                                                  |
| 1981 | Me kammetje / Ik heb ’m nog wel … –                                         | NL18 (7 Wo.)NL | — |                                                                  |
| 1982 | Ik ben Joep Meloen / Ik wil met jou wel zeven weken … –                     | NL11 (7 Wo.)NL | BEF5 (8 Wo.)BEF |                                                                  |
| 1982 | Bim bam / Als je huilt –                                                    | NL1 Gold · (10 Wo.)NL | — |                                                                  |
| 1983 | Gatzdeladigee –                                                             | NL11 (7 Wo.)NL | — |                                                                  |
| 1983 | Zandzakken voor de deur –                                                   | NL24 (5 Wo.)NL | — |                                                                  |
| 1983 | Als de zon schijnt Wij                                                      | NL26 (5 Wo.)NL | BEF37 (2 Wo.)BEF |                                                                  |
| 1983 | De heidezangers / De konsnertzangeres –                                     | NL2 (8 Wo.)NL | BEF21 (4 Wo.)BEF |                                                                  |
| 1984 | Wij zijn de vuilnisman –                                                    | NL8 (6 Wo.)NL | BEF34 (1 Wo.)BEF |                                                                  |
| 1985 | Mijn opoe heeft een zadel op d’r rug –                                      | NL29 (5 Wo.)NL | — |                                                                  |
| 1985 | Een boutje en een moertje En een schroefje en een nippeltje Op dolle toeren | NL11 (8 Wo.)NL | — |                                                                  |
| 1986 | Barbecue Op dolle toeren                                                    | NL27 (4 Wo.)NL | — |                                                                  |
| 1987 | Lied voor vrijgezellen / De rol van de behanger Op dolle toeren             | NL34 (3 Wo.)NL | — |                                                                  |
| 1987 | Bingo Op dolle toeren                                                       | NL25 (3 Wo.)NL | — |                                                                  |
| 1987 | Duudeljoo –                                                                 | NL18 (6 Wo.)NL | — | mit De Duinstappers                                              |
| 1989 | Mijn naam is Jaap Presenteren Animal Crackers                               | NL6 (8 Wo.)NL | — | André Van Duin presenteert: Jaap Aap en de Apen                  |
| 1989 | De hotdog Presenteren Animal Crackers                                       | NL21 (4 Wo.)NL | — |                                                                  |
| 1991 | 35 koeien –                                                                 | NL5 (9 Wo.)NL | — |                                                                  |
| 1992 | Grote voeten (Love and Marriage) Dit ben ik                                 | NL13 (5 Wo.)NL | — |                                                                  |
| 1992 | Totdat ik jou zag Dit ben ik                                                | NL23 (4 Wo.)NL | — |                                                                  |
| 1993 | Pizza lied (Effe wachte …) –                                                | NL1 Platin · (12 Wo.)NL | — |                                                                  |
| 1994 | Doelpunt! – De officiële voetbal pizza –                                    | NL15 (8 Wo.)NL | — | mit Het Nationale Pizza Elftal                                   |
| 1995 | Het naaimachine lied –                                                      | NL38 (3 Wo.)NL | — |                                                                  |
| 1995 | De buurtsuper –                                                             | NL3 (8 Wo.)NL | — |                                                                  |
| 1996 | Jas aan, jas uit –                                                          | NL34 (3 Wo.)NL | — |                                                                  |
| 1997 | Ayohee –                                                                    | NL4 (10 Wo.)NL | — | als Koos Grandioos                                               |
| 2009 | De balletjes van de koningin Dubbel                                         | NL11 (3 Wo.)NL | — | Erstveröffentlichung: 10. Februar 2009                           |